# محوطه سرکیکاووس
(محوطه سرکیکاووس), محوطه‌ای مربوط به دوران‌های تاریخی پس از اسلام است و در شهرستان رودسر، بخش رحیم آباد در روستای کیکاووس واقع شده و این اثر در تاریخ ۲ بهمن ۱۳۸۲ با شمارهٔ ثبت ۱۰۷۳۹ به‌عنوان یکی از آثار ملی ایران به ثبت رسید.